# De fyra ryttarna (film, 1921)
De fyra ryttarna (engelska: The Four Horsemen of the Apocalypse) är en amerikansk episk krigsfilm från 1921 i regi av Rex Ingram. Filmen är baserad på Vicente Blasco Ibáñez roman Apokalypsens fyra ryttare från 1916. I huvudrollerna ses Pomeroy Cannon, Josef Swickard, Bridgetta Clark, Rudolph Valentino, Wallace Beery och Alice Terry.
Ofta ansedd som en av de första verkliga anti-krigsfilmerna. Filmen hade även en stor kulturell inverkan samt blev den mest inkomstbringande filmen 1921, och konkurrerade därmed ut Charlie Chaplins Chaplins pojke. Filmen gjorde också den då relativt okände skådespelaren Rudolph Valentino till superstjärna och skulle komma att förknippa honom med stereotypen "latinsk älskare". June Mathis som skrev filmens manus blev med dess succé en av de mest inflytelserika kvinnorna i Hollywood vid tiden.

## Rollista i urval
- Pomeroy Cannon – Madariaga
- Josef Swickard – Marcelo Desnoyers
- Bridgetta Clark – Doña Luisa
- Rudolph Valentino – Julio Desnoyers
- Virginia Warwick – Chichí
- Alan Hale – Karl von Hartrott
- Mabel Van Buren – Elena
- Stuart Holmes – Otto von Hartrott
- John St. Polis – Etienne Laurier
- Alice Terry – Marguerite Laurier
- Mark Fenton – Senator Lacour
- Derek Ghent – René Lacour
- Nigel De Brulier – Tchernoff
- Bowditch M. Turner – Argensola
- Edward Connelly – Lodgekeeper
- Wallace Beery – Lieut. Col. von Richthosen
- Harry Northrup – Generalen
- Arthur Hoyt – Löjtnant Schnitz